# Vila Stanovnik
Vila Stanovnik je modernistična vila, ki se nahaja na Pleteršnikovi ulici (Bežigrad, Ljubljana).
Vila, ki je bila zgrajena v 30. letih 20. stoletja, je dobila ime po njenemu prvemu lastniku Ivanu Stanovniku in je delo arhitekta Vladimirja Mušiča.

## Arhitektura
Vila je bila zgrajena z namenom zagotoviti dovolj prostora za celotno Stanovnikovo družino (starša in sedem otrok). V visokem pritličju se nahajajo dnevni prostori, salon, delovni kabinet, kmečka soba (s kmečko pečjo), hall (velik družabni prostor za igranje kart) in kuhinjski prostori; v nadstropju so se nahajale spalnice z balkonom (južna stran) in teraso (zahodna stran) in v kleti so se nahajali servisni prostori.
Umetniško okrasje vile je (bilo) naslednje: stopniška lesena skulptura Marije z Jezusom (delo Franceta Goršeta), oljna slika škofa Antona B. Jegliča (sorodnik Stanovnikove žene), vhodni nadstrešek, špalete in opečni venec na pročelju, sgraffito z motivom iz baleta Žar ptica (delo Uroša Vagaja),...

## Stanovalci
V vilo so (občasno ali stalno) bivali naslednji ljudje:
- Branko Đurić[2],
- Tanja Ribič[2],
- Aleš Stanovnik[1],
- Ivan Stanovnik[1],
- Janez Stanovnik[1],
- Vanda Stanovnik Škodnik[2],...